# Hybrid Theory
Hybrid Theory é o álbum de estreia da banda americana de rock Linkin Park. É o mais vendido do grupo, com cerca de mais de 32 milhões de cópias comercializadas pelo mundo, sendo disco de diamante nos Estados Unidos, vendendo mais de 13,5 milhões de unidades somente neste país. É o álbum de estreia mais vendido desde Appetite for Destruction (1987) de Guns N' Roses, o álbum de rock mais vendido do século XXI e um dos álbuns mais vendidos de todos os tempos. Também está na lista dos 200 álbuns definitivos no Rock and Roll Hall of Fame.
Entre 1998 e 1999, o título do álbum era originalmente o nome da banda (anteriormente chamada Xero). No começo de 2000, por causa de uma marca registrada com os produtores galeses de música eletrônica Hybrid, eles mudaram o nome para "Linkin Park". O vocalista Chester Bennington passava dirigindo perto de um parque chamado Lincoln Park todos os dias após gravar, e sugeriu o nome. "Hybrid Theory" foi mantido como nome do álbum.
Linkin Park gravou este álbum sem seu baixista original, Dave Farrell, que teve outros compromissos na época. As partes do baixo foram, na maioria das músicas, gravadas pelo guitarrista Brad Delson, mas a banda também contratou dois baixistas para as sessões. Ian Hornbeck tocou baixo em três músicas, mais notavelmente em "Papercut", enquanto Scott Koziol toca baixo na qual se tornou o primeiro single americano da banda, "One Step Closer".
Hybrid Theory é o álbum de estreia mais bem sucedido do século XXI. A bem conceituada revista americana de música Rolling Stone caracterizou o álbum como "doze canções de fogo compacto, misturando metal alternativo, hip hop e arte de picape, que não podem ser separados". Foi o álbum mais vendido de 2001 e lançou quatro singles que foram direto para as paradas, incluindo "In the End". Em 2002, a banda recebeu um Grammy Award na categoria de Melhor Performance Hard Rock por "Crawling", além de indicações para Melhor Álbum de Rock e Melhor Revelação.

## Antecedentes

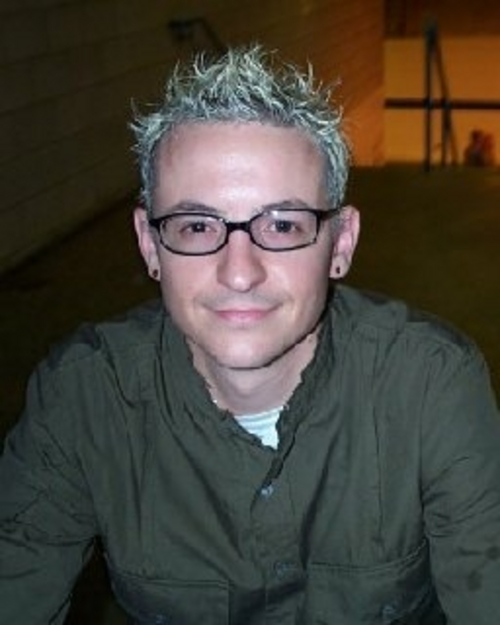
Chester Bennington foi considerado como o último pedaço do quebra-cabeça para a banda.

Linkin Park foi fundado em 1996 como uma banda de rap rock, intitulada Xero, com os membros sendo: o guitarrista Brad Delson, o vocalista e o guitarrista Mike Shinoda, o baterista Rob Bourdon, o DJ Joe Hahn, o vocalista principal Mark Wakefield e o baixista Dave Farrell (que posteriormente deixou a banda para seguir em turnê com a Tasty Snax). Em 1999, após a saída de Wakefield, o vocalista principal Chester Bennington juntou-se aos cinco membros da Xero e a banda foi renomeada como Linkin Park. A banda anterior de Bennington, Grey Daze, havia se separado recentemente, então seu advogado Jeff Blue, vice-presidente de coordenação da A&R da Zomba Music, o recomendou para uma banda que na época buscava um vocalista principal. Blue enviou a Bennington duas fitas das gravações inéditas de Xero - uma com vocais do ex-membro do Xero, Mark Wakefield, e a outra com apenas as faixas instrumentais - pedindo sua "interpretação das músicas".
Bennington escreveu e gravou novos vocais sobre os instrumentais e enviou as fitas de volta a Blue. Como Delson lembra: "[Bennington] realmente foi uma espécie de peça final do quebra-cabeça [...] Nós não vimos nada perto de seu talento em qualquer outra pessoa". Depois que Bennington se juntou, o grupo primeiro se renomeou para a Hybrid Theory e lançou um EP auto-intitulado. Complicações legais com um grupo de música eletrônica galês, que tinha o nome de Hybrid, provocou uma mudança de segundo nome, decidindo assim chamar de "Linkin Park", em uma espécie de homenagem ao Lincoln Park, em Santa Mônica, Califórnia, local onde os integrantes da banda costumavam se encontrar, porém a ideia inicial de usar o nome igual ao do próprio parque fracassou por questões de direitos autorais.

## Gravação e escrita

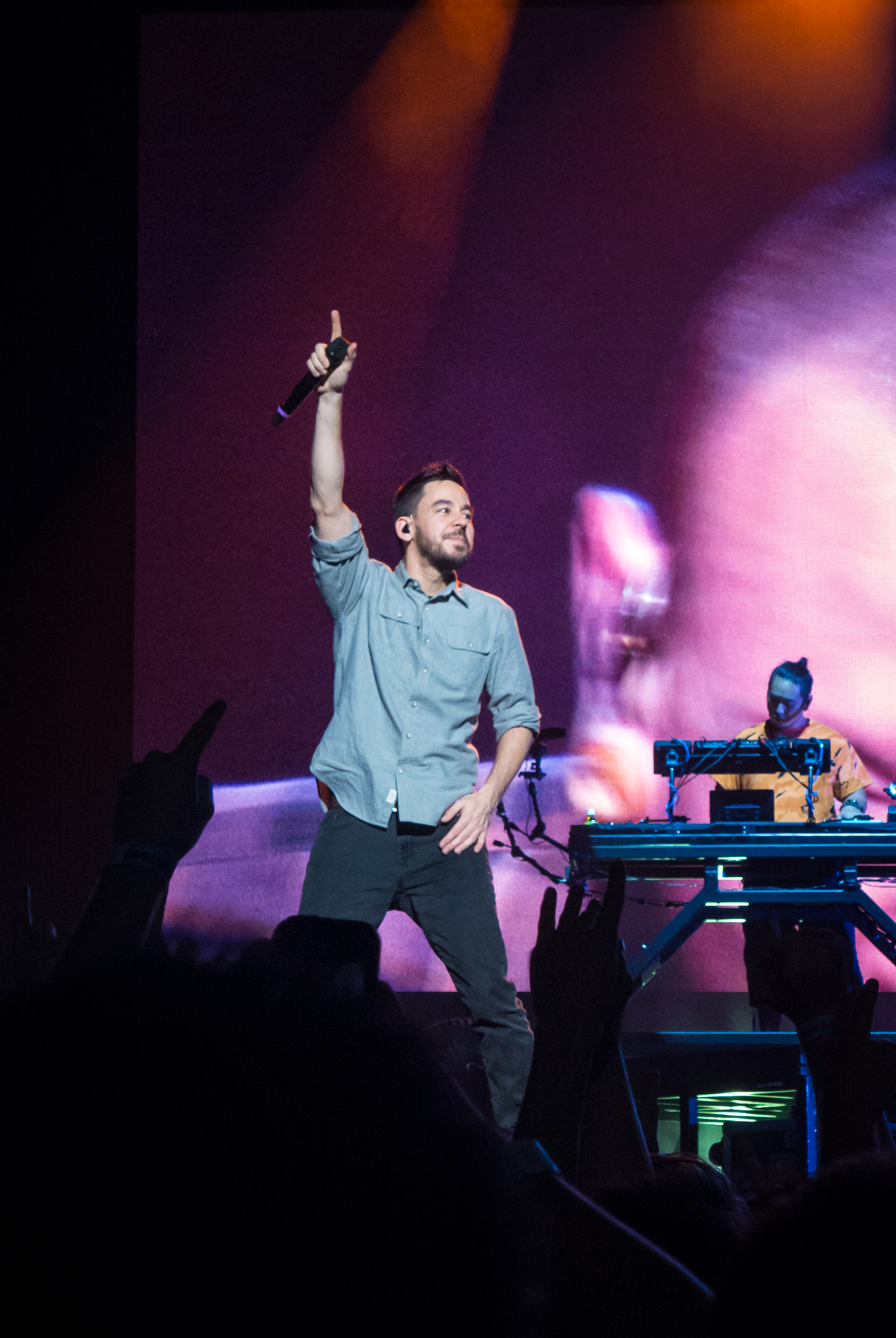
Mike Shinoda foi um dos escritores principais das letras do álbum.

Antes do processo de gravação do álbum, a banda gravou uma fita demo de nove faixas em 1999. O grupo levou então esta fita para várias gravadoras e chegaram a fazer quarenta e duas apresentações diferentes para empresários e produtores musicais de Los Angeles. Contudo, eles acabaram sendo rejeitados por várias gravadoras. A banda assinou então com a Warner Bros. Records ainda em 1999, devido a recomendação do produtor musical Jeff Blue, que se juntou a gravadora depois de se demitir da Zomba.
Apesar das dificuldades iniciais em encontrar um produtor disposto a assumir o comando de um álbum de estreia de uma banda recém-assinada, Don Gilmore concordou em liderar o projeto, com Andy Wallace contratado como o engenheiro de áudio. As sessões de gravação, que envolveram principalmente a regravação das músicas da fita demo, começaram na NRG Recording em North Hollywood, Califórnia, no início do ano 2000 e duraram quatro semanas. Os rap's de Mike Shinoda na maioria das canções foram significativamente alterados do original, enquanto a maioria dos versos do refrão permaneceu praticamente inalterada. Devido à ausência de Dave Farrell e Kyle Christener, que participaram do extended play de 1999, a banda contratou Scott Koziol e Ian Hornbeck como baixistas de destaque; Delson também tocou baixo durante a maior parte do álbum. O Dust Brothers forneceu batidas adicionais para a faixa "With You".
Bennington e Shinoda escreveram as letras das canções de Hybrid Theory baseado em outras demos feitas com o ex-integrante Mark Wakefield. Shinoda caracterizou as letras como interpretações de sentimentos, emoções de experiências universais, como “emoções de que você pode falar e pode pensar a respeito.” Bennington descreveu o processo de composição do álbum para a revista Rolling Stone em 2002:
| “ | É facil cair naquela cilada — 'pobre de mim, pobre de mim', é dai que canções como "Crawling" vem: Eu não posso me aguentar. Canções como essa falam sobre assumir a responsabilidade pela sua situação. Em "Crawling", eu não falo 'você' em nenhum momento. É sobre eu ser o motivo de estar como estou. Tem alguma coisa que me agarra e me puxa para baixo. | ” |

## Composição
A música em Hybrid Theory é dita em diversas inspirações. O estilo de cantar de Chester Bennington é influenciado por bandas como Depeche Mode e Stone Temple Pilots, enquanto os riffs de guitarra de Brad Delson são inspirados por bandas como Deftones, Guns N' Roses, U2 e The Smiths. Os rap's de Mike Shinoda, presente em sete faixas, são muito próximos do estilo de The Roots. O conteúdo lírico das canções, fala principalmente sobre os problemas que Bennington encontrou durante sua infância, incluindo abuso infantil, abusos constantes e excessivos de drogas e álcool, o divórcio de seus pais, isolamento social, decepções e sentimentos pós-términos de relacionamentos mal sucedidos. Estilisticamente, o álbum foi descrito como nu metal, rap metal, metal alternativo, rap rock, e rock alternativo.
O álbum eventualmente obteve quatro singles. "One Step Closer", a segunda faixa e o primeiro single do álbum, foi gradualmente gravado em incrementos depois que a banda terminou de produzir a faixa "Runaway", possuindo um riff de guitarra e percussão eletrônica na introdução que transita para uma ponte com guitarras de distorção e baterias agressivas. O videoclipe de "One Step Closer" foi filmado em uma passagem subterrânea de Los Angeles, se tornando um sucesso instantâneo, eventualmente recebendo aparições instantâneas na MTV e em outras redes de televisão musical. O baixista Scott Koziol é exibido com a banda no vídeo.
O segundo single foi "Crawling". Liricamente, a canção se concentra nas experiências pessoais de Bennington com o abuso infantil: a violência física, a dificuldade em quebrar o ciclo de abuso e a subseqüente perda de auto-estima. Este conceito é ecoado no videoclipe, no qual uma garota (Katelyn Rosaasen) é abusada por seu pai e pode ser vista no início do vídeo com várias contusões visíveis.
"Papercut" foi o terceiro single do álbum, e suas letras descrevem a paranóia. O videoclipe de "Papercut" mostra a banda em um corredor oposto a uma sala completamente escura nas paredes das quais são rabiscadas as letras da música. Vários temas sobrenaturais estão presentes no vídeo, e efeitos especiais são usados para criar interpretações estranhas, como o "alongamento" dos dedos de Shinoda e a "fusão" do rosto de Bourdon.
"In the End" foi o quarto single do álbum, que apresenta em destaque um riff inicial de piano realizado por Mike Shinoda. Seu rap também domina os versos da música e é mais tarde acompanhado pelos vocais de Bennington no refrão. O conceito da música baseia-se principalmente no fracasso de uma pessoa. É considerado simbólico de um relacionamento final, no entanto, ele também pode representar a confiança quebrada de uma amizade uma vez duradoura. Originalmente, Bennington não queria liberá-la e disse que: "Nunca fui um fã de "In the End" e nem queria que ele fosse um single, honestamente. Quão errado eu poderia ter estado? [...] Agora adoro, e acho que é uma ótima música. Na verdade eu vejo o quão boa é uma música, só que isso não me agrada no momento". O videoclipe da canção foi filmado em várias paradas ao longo da turnê Ozzfest de 2001 e foi dirigido por Nathan "Karma" Cox e pelo DJ da banda Joe Hahn, que dirige muitos dos videoclipes do Linkin Park. Embora o plano de fundo do vídeo da canção tenha sido filmado em um deserto da Califórnia, a própria banda se apresentou em uma fase de estúdio em Los Angeles, com efeitos de CGI usadas para criar a versão final. Atuar em um estágio de estúdio permitiu que Hahn e Cox disparassem as tubulações de água acima do palco perto do final do vídeo para que pudesse simular uma chuva. O videoclipe ganhou o prêmio de "Melhor vídeo de Rock" na MTV Video Music Awards de 2002.
"Points of Authority", a quarta faixa do álbum, foi lançado como um single promocional e tem o seu próprio videoclipe, que pode ser encontrado no Frat Party at the Pankake Festival, o primeiro DVD da banda. O baterista Rob Bourdon descreve o processo de gravação da música: "Brad escreveu esse riff e depois foi pra casa. Mike decidiu cortá-lo em diferentes partes e reorganizou-os no computador [...] Brad teve que aprender sua própria parte do computador. "Em relação à música, Delson elogiou a habilidade de Shinoda, descrevendo-o como "um gênio" e de "talento de Trent Reznor".

## Arte da capa
Com o Hybrid Theory sendo o primeiro álbum do Linkin Park, Mike Shinoda, que havia trabalhado como designer gráfico antes de se tornar um músico profissional, afirmou que a banda havia analisado os livros para se inspirar em se apresentar pela primeira vez. O resultado foi um soldado alado que Shinoda se ilustrou. De acordo com Chester Bennington, a ideia do soldado com asas de libélula era descrever a mistura de elementos musicais pesados e suaves com o uso dos olhares cansados do soldado e os fracos toques das asas. O estilo de arte foi amplamente influenciado por grafite de estêncil, incluindo obras iniciais de Banksy. A capa também apresenta letras reviradas das músicas do álbum no fundo, embora a letra de "One Step Closer" seja a mais proeminente. Uma versão diferente do soldado pode ser vista em alguns dos singles do álbum.
A capa de Reanimation, um álbum de remixes de Hybrid Theory, apresenta uma versão robótica do soldado que é semelhante à aparência de um terno móvel Gundam, uma linha de máquinas de combate robótica que são apresentadas na popular série de anime Gundam Wing.

## Recepção

### Crítica profissional
| Críticas profissionais | Críticas profissionais |
| Avaliações da crítica  | Avaliações da crítica  |
| Fonte                  | Avaliação              |
| ---------------------- | ---------------------- |
| AllMusic               | [ 45 ]                 |
| Jam!                   | (favorável)            |
| IGN                    | [ 47 ]                 |
| Melodic                | [ 48 ]                 |
| NME                    | 6/10                   |
| PopMatters             | (favorável)            |
| Q                      | [ 51 ]                 |
| Robert Christgau       | [ 52 ]                 |
| Rolling Stone          | [ 53 ]                 |
| Sputnikmusic           | [ 54 ]                 |

Hybrid Theory recebeu críticas geralmente positivas pela crítica profissional. Stephanie Dickison, da PopMatters, comentou que a banda era um "grupo muito mais complexo e talentoso do que muitas bandas de Hard Rock" e afirmou que "eles continuarão a fascinar e desafiar os sons padrões do mundo da música". A revista Q deu ao álbum quatro de cinco estrelas. Robert Christgau, da The Village Voice, escreveu que "os homens não sabem que os garotos irritados também entendem" e deu ao álbum uma "classificação de menção honrosa de duas estrelas", citando "Papercut" e "Points of Authority" como destaques do álbum. Jenny Eliscu, da Rolling Stone, deu ao álbum duas estrelas e meia e comentou que o Hybrid Theory tinha "tanto potencial quanto à álbuns de Limp Bizkit ou Korn" e chamou-o de um álbum que "reflete as frustrações da vida".
O escritor da AllMusic, William Ruhlmann, disse que "o Linkin Park parece um Johnny-come-ultimamente a um estilo musical já passado" e chamou "One Step Closer" de "um esforço típico", referindo-se à letra do refrão da música. Johan Wippsson, da Melodic, elogiou a produção de Don Gilmore e descreveu o álbum como "destrutivo e irritado, mas sempre com um sentimento melódico bem controlado". Escrevendo para a NME, Noel Gardner comentou que "de outras formas extremamente excelentes e crescentes e trituradoras como 'With You' e 'A Place for My Head' são inutilmente incrementados com um coçar simbólico", dando ao álbum uma pontuação de seis de dez. A Sputnikmusic deu o álbum uma pontuação de 3,0/5, dizendo que "Hybrid Theory está como um álbum mainstream definidor na virada do século, e por uma boa razão.", Mas chamando os riffs de guitarra "muitas vezes sem graça e não originais". Mike Ross da Jam! declara o álbum como uma combinação do melhor do hip hop e heavy metal. Ele continua a dizer que "... eles podem realmente fazer rap. Eles podem realmente lançar um groove feroz e de cabeça. Eles podem escrever letras introspectivas com inteligência. Eles se juntam a uma das melhores bandas de rap metal que eu já tinha ouvido."

### Honrarias
Hybrid Theory encontrou-se em várias listas e honrarias que foram compiladas por várias publicações musicais, redes e outros meios de comunicação. Em 2012, a Rock Sound nomeou Hybrid Theory como o melhor álbum clássico moderno dos últimos 15 anos. Em 2013, a Loudwire classificou o álbum na posição de número 10 na sua lista de "melhores álbuns de estreia de Hard Rock". Algumas das mais proeminentes dessas listas para caracterizar o álbum são mostradas abaixo:
| Publicação                               | Região         | Honraria/Listas                                                     | Ano  | Posição |
| ---------------------------------------- | -------------- | ------------------------------------------------------------------- | ---- | ------- |
| The Village Voice                        | Estados Unidos | Pazz & Jop                                                          | 2001 | 159     |
| Classic Rock                             | Reino Unido    | Os 100 melhores álbuns de rock de todos os tempos                   | 2005 | 72      |
| Metal Hammer                             | Reino Unido    | Os 20 Melhores Álbuns de Metal de 2000                              | 2020 | *       |
| Rock and Roll Hall of Fame               | Estados Unidos | Os 200 álbuns definitivos                                           | 2007 | 84      |
| 1001 Albums You Must Hear Before You Die | Estados Unidos | 1001 discos que você precisa ouvir antes de morrer                  | 2006 | *       |
| Record Collector                         | Reino Unido    | O melhor de 2001                                                    | 2001 | *       |
| Rock Sound                               | França         | Les 150 Albums De La Génération (Os 150 melhores álbuns da geração) | 2006 | 58      |
| Rock Sound                               | Reino Unido    | 101 álbuns clássicos modernos dos últimos 15 anos                   | 2012 | 1       |
| Rock Hard                                | Alemanha       | Os 500 melhores álbuns de rock e metal de todos os tempos           | 2005 | 421     |
| Kerrang!                                 | Reino Unido    | 50 melhores álbuns de rock dos anos 2000                            | 2014 | 8       |

* indica uma lista não ordenada

## Faixas
| N.º            | Título                | Compositor(es)                        | Duração |  |
| 1.             | "Papercut"            | Linkin Park                           | 3:04    |  |
| 2.             | "One Step Closer"     | Linkin Park                           | 2:35    |  |
| 3.             | "With You"            | Linkin Park Michael Simpson John King | 3:23    |  |
| 4.             | "Points of Authority" | Linkin Park                           | 3:20    |  |
| 5.             | "Crawling"            | Linkin Park                           | 3:29    |  |
| 6.             | "Runaway"             | Linkin Park Mark Wakefield            | 3:03    |  |
| 7.             | "By Myself"           | Linkin Park                           | 3:09    |  |
| 8.             | "In the End"          | Linkin Park                           | 3:36    |  |
| 9.             | "A Place for My Head" | Linkin Park Wakefield Dave Farrell    | 3:04    |  |
| 10.            | "Forgotten"           | Linkin Park Wakefield Farrell         | 3:14    |  |
| 11.            | "Cure for the Itch"   | Linkin Park                           | 2:37    |  |
| 12.            | "Pushing me Away"     | Linkin Park                           | 3:11    |  |
| Duração total: | Duração total:        | Duração total:                        | 37:45   |  |

| Versão japonesa, faixas bônus |                           |                |         |  |
| N.º                           | Título                    | Compositor(es) | Duração |  |
| 13.                           | "My December"             | Mike Shinoda   | 4:20    |  |
| 14.                           | "High Voltage"            | Linkin Park    | 3:45    |  |
| 15.                           | "One Step Closer" (video) | Linkin Park    | 2:55    |  |

| iTunes bonus tracks |                                    |                |         |  |
| N.º                 | Título                             | Compositor(es) | Duração |  |
| 13.                 | "My December"                      | Shinoda        | 4:22    |  |
| 14.                 | "High Voltage"                     | Linkin Park    | 3:47    |  |
| 15.                 | "Papercut" (Recorded live at BBC1) | Linkin Park    | 3:09    |  |

| 2013 iTunes Store deluxe edition bonus tracks |                                              |                |         |  |
| N.º                                           | Título                                       | Compositor(es) | Duração |  |
| 13.                                           | "High Voltage" (Live)                        | Linkin Park    | 3:38    |  |
| 14.                                           | "My December"                                | Shinoda        | 4:19    |  |
| 15.                                           | "Points of Authority" (Crystal Method Remix) | Linkin Park    | 4:56    |  |
| 16.                                           | "Papercut" (Live at Milton Keynes)           | Linkin Park    | 3:50    |  |

| Special edition bonus disc |                                                         |                               |         |  |
| N.º                        | Título                                                  | Compositor(es)                | Duração |  |
| 1.                         | "Papercut"                                              | Linkin Park                   | 3:13    |  |
| 2.                         | "Points of Authority"                                   | Linkin Park                   | 3:30    |  |
| 3.                         | "A Place for My Head" (Live at Docklands Arena, London) | Linkin Park Wakefield Farrell | 3:11    |  |
| 4.                         | "My December"                                           | Shinoda                       | 4:20    |  |
| 5.                         | "High Voltage"                                          | Linkin Park                   | 3:45    |  |

| 2013 Vinyl reissue bonus vinyl |                   |                |         |  |
| N.º                            | Título            | Compositor(es) | Duração |  |
| 1.                             | "One Step Closer" | Linkin Park    | 2:39    |  |
| 2.                             | "My December"     | Shinoda        | 4:21    |  |

| Hybrid Theory – Live at Download Festival 2014 |                       |                               |         |  |
| N.º                                            | Título                | Compositor(es)                | Duração |  |
| 1.                                             | "Papercut"            | Linkin Park                   | 3:13    |  |
| 2.                                             | "One Step Closer"     | Linkin Park                   | 3:13    |  |
| 3.                                             | "With You"            | Linkin Park Simpson King      | 3:34    |  |
| 4.                                             | "Points of Authority" | Linkin Park                   | 5:00    |  |
| 5.                                             | "Crawling"            | Linkin Park                   | 3:29    |  |
| 6.                                             | "Runaway"             | Linkin Park Wakefield         | 3:16    |  |
| 7.                                             | "By Myself"           | Linkin Park                   | 3:24    |  |
| 8.                                             | "In the End"          | Linkin Park                   | 3:40    |  |
| 9.                                             | "A Place for My Head" | Linkin Park Wakefield Farrell | 3:44    |  |
| 10.                                            | "Forgotten"           | Linkin Park Wakefield Farrell | 3:26    |  |
| 11.                                            | "Cure for the Itch"   | Linkin Park                   | 2:50    |  |
| 12.                                            | "Pushing Me Away"     | Linkin Park                   | 3:29    |  |

| Hybrid Theory – Live Around the World |                                                |         |  |
| N.º                                   | Título                                         | Duração |  |
| 1.                                    | "Papercut" (Live from Paris, 2010)             | 3:08    |  |
| 2.                                    | "One Step Closer" (Live from Frankfurt, 2008)  | 4:13    |  |
| 3.                                    | "Points of Authority" (Live from Sydney, 2007) | 4:07    |  |
| 4.                                    | "Crawling" (Live from Athens, 2009)            | 4:41    |  |
| 5.                                    | "In the End" (Live from Melbourne, 2010)       | 3:33    |  |
| 6.                                    | "A Place for My Head" (Live from Koln, 2008)   | 3:57    |  |
| 7.                                    | "Cure for the Itch" (Live from Perth, 2007)    | 1:43    |  |
| 8.                                    | "Pushing Me Away" (Live from Dallas, 2007)     | 3:41    |  |

## Desempenho comercial
Hybrid Theory estreou na segunda posição da Billboard 200, vendendo 50 mil cópias na primeira semana. Recebeu uma certificação de ouro pela Recording Industry Association of America (RIAA) cinco semanas após o seu lançamento. Em 2001, o álbum vendeu 4,8 milhões de cópias nos Estados Unidos, tornando-se o álbum mais vendido do ano, e estimava-se que o álbum continuasse a vender 100 mil cópias por semana no início de 2002. Ao longo dos anos seguintes, o álbum continuou a vender a um ritmo acelerado e eventualmente, foi certificado de diamante pela RIAA em 2005 para aproximadamente dez milhões de cópias nos Estados Unidos. Até à data, o álbum vendeu mais de 30 milhões de cópias em todo o mundo, o que o torna o álbum de estreia mais vendido e bem sucedido do século XXI. A partir de julho de 2017, o álbum vendeu mais de 11 000 000 de cópias nos Estados Unidos. Após a morte de Chester Bennington em 20 de julho de 2017, o álbum alcançou o número 1 nas paradas de música da iTunes e Amazon.

## Edição de 20.º aniversário
Em celebração aos 20 anos do álbum, a banda pediu a seus fãs que enviassem fotos e vídeos relacionados ao disco. As inscrições foram encerradas em 16 de março de 2020. Em 7 de agosto, o site oficial da banda passou por um redesenho temporário parecido com um tema de computador do início de 2000, deixando para trás pistas e quebra-cabeças escondidos dentro do site sugerindo um relançamento do álbum, incluindo e-mails antigos, imagens e códigos. O site foi atualizado com freqüência, levando ao anúncio do relançamento do 20º aniversário em 13 de agosto; uma música inédita, "She Couldn't" (2020) foi lançada no mesmo dia.
As pré-encomendas do álbum foram ao ar com o anúncio do conteúdo de seu lançamento. Ele conta com vários conteúdos da era Hybrid Theory, incluindo o álbum original, o álbum de remixes da banda Reanimation, o EP Hybrid Theory e vários b-sides, demos, faixas ao vivo e remixes. A maioria das faixas foi lançada anteriormente em singles, execuções prolongadas e através do fã-clube Linkin Park Underground, enquanto outras faixas foram lançadas pela primeira vez nesta compilação. Essa nova edição foi disponibilizada em diversos formatos, e foi lançada em 9 de outubro de 2020.

### Lista de faixas
A edição de 20.º aniversário inclui o álbum original (em CD, vinil e digital) no disco um.
Todas as faixas escritas e compostas por Linkin Park, exceto onde indicado. 
| Disco 2 – Reanimation (CD, vinil e digital; álbum duplo de vinil, CD exclusivo para a edição super deluxe) |                                                                         |                                                         |                                 |         |  |
| N.º | Título                                                                  | Compositor(es)                                          | Faixa original de Hybrid Theory | Duração |  |
| 1. | "Opening"                                                               | Shinoda                                                 |                                 | 1:07    |  |
| 2. | "Pts.OF.Athrty" (participação de Jay Gordon)                            |                                                         | "Points of Authority"           | 3:45    |  |
| 3. | "Enth E Nd" (participação de KutMasta Kurt & Motion Man)                |                                                         | "In the End"                    | 4:00    |  |
| 4. | "[Chali]"                                                               |                                                         |                                 | 0:23    |  |
| 5. | "Frgt/10" (participação de Alchemist & Chali 2na)                       | Linkin Park Wakefield Farrell                           | "Forgotten"                     | 3:32    |  |
| 6. | "P5hng Me A*wy" (participação de Stephen Richards)                      |                                                         | "Pushing Me Away"               | 4:38    |  |
| 7. | "Plc.4 Mie Hæd" (participação de Amp Live & Zion)                       | Linkin Park Wakefield Farrell                           | "A Place for My Head"           | 4:20    |  |
| 8. | "X-Ecutioner Style" (participação de Sean C, Roc Raida & Black Thought) |                                                         |                                 | 1:49    |  |
| 9. | "H! Vltg3" (participação de Evidence, Pharoahe Monch & DJ Babu)         | Linkin Park Derek Murphy Lorenzo Dechalus Maxwell Dixon | "High Voltage"                  | 3:30    |  |
| 10. | "[Riff Raff]"                                                           |                                                         |                                 | 0:21    |  |
| 11. | "Wth>You" (participação de Aceyalone)                                   | Linkin Park Dust Brothers (Simpson & King)              | "With You"                      | 4:12    |  |
| 12. | "Ntr\Mssion"                                                            | Shinoda                                                 |                                 | 0:29    |  |
| 13. | "Ppr:Kut" (participação de Cheapshot, Jubacca, Rasco & Planet Asia)     |                                                         | "Papercut"                      | 3:26    |  |
| 14. | "Rnw@y" (participação de Backyard Bangers & Phoenix Orion)              | Linkin Park Wakefield                                   | "Runaway"                       | 3:13    |  |
| 15. | "My<Dsmbr" (participação de Mickey P. & Kelli Ali)                      |                                                         | "My December"                   | 4:17    |  |
| 16. | "[Stef]"                                                                |                                                         |                                 | 0:10    |  |
| 17. | "By_Myslf" (participação de Josh Abraham & Stephen Carpenter)           |                                                         | "By Myself"                     | 3:42    |  |
| 18. | "Kyur4 th Ich"                                                          |                                                         | "Cure for the Itch"             | 2:32    |  |
| 19. | "1Stp Klosr" (participação de The Humble Brothers & Jonathan Davis)     |                                                         | "One Step Closer"               | 5:46    |  |
| 20. | "Krwlng" (participação de Aaron Lewis)                                  |                                                         | "Crawling"                      | 5:40    |  |
| Duração total:                                                                                             | Duração total:                                                          | Duração total:                                          | Duração total:                  | 60:52   |  |

| Disco 3 – Hybrid Theory EP (apenas vinil e digital; vinil exclusivo para a edição super deluxe) |                                                                                         |         |  |
| N.º                                                                                             | Título                                                                                  | Duração |  |
| 1.                                                                                              | "Carousel"                                                                              | 3:00    |  |
| 2.                                                                                              | "Technique" (short)                                                                     | 0:40    |  |
| 3.                                                                                              | "Step Up"                                                                               | 4:00    |  |
| 4.                                                                                              | "And One"                                                                               | 4:35    |  |
| 5.                                                                                              | "High Voltage"                                                                          | 3:30    |  |
| 6.                                                                                              | "Part of Me" (inclui uma faixa oculta e estática, provisoriamente intitulada "Ambient") | 12:45   |  |
| Duração total:                                                                                  | Duração total:                                                                          | 27:50   |  |

| Disco 4 – B-Side Rarities (CD, vinil e digital; vinil exclusivo para o conjunto de vinil) |                                                                                         |                                                                                              |         |  |
| N.º                                                                                       | Título                                                                                  | Lançamento original                                                                          | Duração |  |
| 1.                                                                                        | "One Step Closer" (rock mix)                                                            | CD single norte-americano de "One Step Closer" (2000)                                        | 2:37    |  |
| 2.                                                                                        | "It's Goin' Down" (canção de The X-Ecutioners; participação de Mike Shinoda & Joe Hahn) | Built from Scratch (2002)                                                                    | 4:09    |  |
| 3.                                                                                        | "Papercut" (gravada ao vivo na BBC1)                                                    | CD single de "Crawling" (2001)                                                               | 3:07    |  |
| 4.                                                                                        | "In the End" (gravada ao vivo na BBC1)                                                  | CD single de "In the End" (2001)                                                             | 3:25    |  |
| 5.                                                                                        | "Points of Authority" (gravada ao vivo na BBC1)                                         | CD single de "Papercut" (2001)                                                               | 3:24    |  |
| 6.                                                                                        | "High Voltage"                                                                          | CD single britânico de "One Step Closer" (2001)                                              | 3:44    |  |
| 7.                                                                                        | "Step Up" (1999 demo)                                                                   | Hybrid Theory (EP) (1999) / CD single de "In the End" (2001)                                 | 3:54    |  |
| 8.                                                                                        | "My December"                                                                           | Kevin and Bean: The Real Slim Santa (2000) / CD single britânico de "One Step Closer" (2001) | 4:21    |  |
| 9.                                                                                        | "A Place for My Head" (ao vivo na Docklands Arena, Londres)                             | CD single de "In the End" (2001)                                                             | 3:10    |  |
| 10.                                                                                       | "Points of Authority"                                                                   | CD single de "In the End" (2001)                                                             | 3:29    |  |
| 11.                                                                                       | "Papercut" (ao vivo na Docklands Arena, Londres)                                        | CD single de "Papercut" (2001)                                                               | 3:12    |  |
| 12.                                                                                       | "Buy Myself" (remix de Marilyn Manson)                                                  | CD single de "Pts.OF.Athrty" (2002)                                                          | 4:26    |  |
| Duração total:                                                                            | Duração total:                                                                          | Duração total:                                                                               | 41:38   |  |

| Disco 5 – LPU Rarities (Somente versões em CD e digital; CD exclusivo para a edição super deluxe) |                                                      |                                            |                         |         |  |
| N.º                                                                                               | Título                                               | Compositor(es)                             | Lançamento original     | Duração |  |
| 1.                                                                                                | "In the End" (demo)                                  |                                            | LP Underground Eleven   | 3:48    |  |
| 2.                                                                                                | "Dedicated" (1999 demo)                              |                                            | LP Underground 2.0      | 3:11    |  |
| 3.                                                                                                | "With You" (ao vivo na Docklands Arena, Londres)     | Linkin Park Dust Brothers (Simpson & King) | LP Underground 2.0      | 3:22    |  |
| 4.                                                                                                | "High Voltage" (ao vivo na Docklands Arena, Londres) |                                            | LP Underground 2.0      | 4:02    |  |
| 5.                                                                                                | "Points of Authority" (demo)                         |                                            | LP Underground 12       | 3:00    |  |
| 6.                                                                                                | "Stick and Move" ("Runaway" demo 1999)               | Linkin Park Wakefield                      | LP Underground 9: Demos | 0:55    |  |
| 7.                                                                                                | "Esaul" ("A Place for My Head" demo)                 | Linkin Park Wakefield Farrell              | LP Underground Eleven   | 3:06    |  |
| 8.                                                                                                | "Oh No" ("Points of Authority" demo)                 |                                            | LP Underground X: Demos | 2:04    |  |
| 9.                                                                                                | "Slip" (unreleased demo 1998)                        | Linkin Park Wakefield Farrell              | LP Underground Eleven   | 3:28    |  |
| 10.                                                                                               | "Grr" (1999 demo)                                    |                                            | LP Underground 15       | 0:26    |  |
| 11.                                                                                               | "So Far Away" (unreleased 1998)                      | Linkin Park Farrell                        | LP Underground 12       | 2:50    |  |
| 12.                                                                                               | "Coal" (unreleased demo 1997)                        |                                            | LP Underground X: Demos | 3:37    |  |
| 13.                                                                                               | "Forgotten" (demo)                                   | Linkin Park Wakefield Farrell              | LP Underground 12       | 3:44    |  |
| 14.                                                                                               | "Sad" ("By Myself" demo 1999)                        |                                            | LP Underground 9: Demos | 1:08    |  |
| 15.                                                                                               | "Hurry" (1999 demo)                                  |                                            | LP Underground 15       | 2:34    |  |
| 16.                                                                                               | "Blue" (unreleased demo 1998)                        | Linkin Park Farrell                        | LP Underground Eleven   | 3:27    |  |
| 17.                                                                                               | "Chair" (1999 "Part of Me" demo)                     |                                            | LP Underground 15       | 1:56    |  |
| 18.                                                                                               | "Pts.OF.Athrty" (remix de Crystal Method)            |                                            | LP Underground 2.0      | 4:58    |  |
| Duração total:                                                                                    | Duração total:                                       | Duração total:                             | Duração total:          | 51:45   |  |

| Disco 6 – Forgotten Demos (Somente versões em CD e digital; CD exclusivo para a edição super deluxe) |                                | |         |  |
| N.º                                                                                                  | Título                         | Compositor(es) | Duração |  |
| 1.                                                                                                   | "Dialate" (Xero demo)          | Shinoda Wakefield Clifford Smith Robert Fitzgerald Diggs Corey Woods                                                 | 3:24    |  |
| 2.                                                                                                   | "Pictureboard"                 | Delson Hahn Shinoda Wakefield Barry Eugene White                                                                     | 4:01    |  |
| 3.                                                                                                   | "She Couldn't"                 | Chester Bennington Delson Shinoda Milo Berger Erik Meltzer Joe Thomas Lance Quinn Brad Baker Donnie Lewis Yasiin Bey | 5:05    |  |
| 4.                                                                                                   | "Could Have Been"              | Bennington Delson Shinoda                                                                                            | 4:37    |  |
| 5.                                                                                                   | "Reading My Eyes" (Xero demo)  | Shinoda Wakefield | 2:59    |  |
| 6.                                                                                                   | "Rhinestone" (Xero demo)       | Delson Hahn Shinoda Wakefield                                                                                        | 3:40    |  |
| 7.                                                                                                   | "Esaul" (Xero demo)            | Delson Hahn Shinoda Wakefield                                                                                        | 3:07    |  |
| 8.                                                                                                   | "Stick N' Move" (demo)         | Shinoda Wakefield | 3:17    |  |
| 9.                                                                                                   | "Carousel" (demo)              | | 2:58    |  |
| 10.                                                                                                  | "Points of Authority"          | | 3:20    |  |
| 11.                                                                                                  | "Crawling"                     | | 3:49    |  |
| 12.                                                                                                  | "SuperXero" ("By Myself" demo) | Bennington Delson Shinoda                                                                                            | 3:18    |  |
| Duração total:                                                                                       | Duração total:                 | Duração total: | 43:35   |  |

| Sampler (cassete; exclusivo para a edição super deluxe) |                   |         |  |
| N.º                                                     | Título            | Duração |  |
| 1.                                                      | "One Step Closer" | 2:36    |  |
| 2.                                                      | "With You"        | 3:23    |  |
| Duração total:                                          | Duração total:    | 5:59    |  |

| DVD 1 – Frat Party at the Pankake Festival (exclusivo para a edição super deluxe) |                                                                                                |         |  |
| N.º                                                                               | Título                                                                                         | Duração |  |
| 1.                                                                                | "Intro"                                                                                        | 1:51    |  |
| 2.                                                                                | "Papercut"                                                                                     | 3:12    |  |
| 3.                                                                                | "Beginnings"                                                                                   | 5:24    |  |
| 4.                                                                                | "Points of Authority"                                                                          | 3:30    |  |
| 5.                                                                                | "The Live Show"                                                                                | 3:17    |  |
| 6.                                                                                | ""Crawling" Video Shoot"                                                                       | 1:21    |  |
| 7.                                                                                | "Crawling"                                                                                     | 3:35    |  |
| 8.                                                                                | "Touring"                                                                                      | 9:28    |  |
| 9.                                                                                | "Cure for the Itch"                                                                            | 0:54    |  |
| 10.                                                                               | "The Band"                                                                                     | 7:56    |  |
| 11.                                                                               | "One Step Closer"                                                                              | 2:55    |  |
| 12.                                                                               | "The Future"                                                                                   | 2:43    |  |
| 13.                                                                               | "In the End"                                                                                   | 3:36    |  |
| 14.                                                                               | "End"                                                                                          | 0:16    |  |
| 15.                                                                               | "Making of In the End Video" (como parte de conteúdos extras)                                  | 12:42   |  |
| 16.                                                                               | "Crawling Live Music Video with Multiangles" (como parte de conteúdos extras)                  | 4:07    |  |
| 17.                                                                               | "Mike and Joe's Art Piece" (como parte de conteúdos extras)                                    | 1:35    |  |
| 18.                                                                               | "Chester's Tattoos" (como parte de conteúdos extras)                                           | 1:23    |  |
| 19.                                                                               | "Crawling Bryson Bluegrass version" (somente áudio) (como parte de conteúdos extras)           | 4:06    |  |
| 20.                                                                               | "High Voltage" (somente áudio) (como parte de conteúdos extras)                                | 3:45    |  |
| 21.                                                                               | "My December" (somente áudio) (como parte de conteúdos extras)                                 | 4:23    |  |
| 22.                                                                               | "LPTV" (como parte de conteúdos extras)                                                        | 12:22   |  |
| 23.                                                                               | "Weblink" (como parte de conteúdos extras)                                                     |         |  |
| 24.                                                                               | "Esaul" (gravação de estúdio) (como parte de um easter egg)                                    |         |  |
| 25.                                                                               | "Points of Authority" (ao vivo no Dragon Festival) (como parte de um easter egg)               |         |  |
| 26.                                                                               | "One Step Father" (como parte de um easter egg)                                                |         |  |
| 27.                                                                               | "Broken Table in London" (como parte de um easter egg)                                         |         |  |
| 28.                                                                               | "One Step Closer" (remix de The Humble Brothers) (somente áudio) (como parte de um easter egg) |         |  |

| DVD 2 – Projekt Revolution 2002 / The Sequel to the DVD with the Worst Name We've Ever Come Up With (exclusivo para a edição super deluxe) |                                                                                                |                                                               |         |  |
| N.º | Título                                                                                         | Compositor(es)                                                | Duração |  |
| 1. | "With You" (ao vivo na Projekt Revolution 2002)                                                | Linkin Park Dust Brothers (Simpson & King)                    | 3:27    |  |
| 2. | "Runaway" (ao vivo na Projekt Revolution 2002)                                                 | Linkin Park Wakefield                                         | 3:20    |  |
| 3. | "Papercut" (ao vivo na Projekt Revolution 2002)                                                |                                                               | 3:05    |  |
| 4. | "Points of Authority" (ao vivo na Projekt Revolution 2002)                                     |                                                               | 3:26    |  |
| 5. | "Step Up" (ao vivo na Projekt Revolution 2002)                                                 | Delson Hahn Shinoda                                           | 3:53    |  |
| 6. | "Pushing Me Away" (ao vivo na Projekt Revolution 2002)                                         |                                                               | 3:19    |  |
| 7. | "In the End" (ao vivo na Projekt Revolution 2002)                                              |                                                               | 3:26    |  |
| 8. | "A Place for My Head" (ao vivo na Projekt Revolution 2002)                                     | Linkin Park Wakefield Farrell                                 | 3:35    |  |
| 9. | "Forgotten" (ao vivo na Projekt Revolution 2002)                                               | Linkin Park Wakefield Farrell                                 | 4:16    |  |
| 10. | "It's Goin' Down" (participação de DJ Z-Trip & Riff Raff) (ao vivo na Projekt Revolution 2002) | Shinoda Hahn Aguilar Williams Bailey Joiner Jones M. Bradford | 5:06    |  |
| 11. | "Crawling" (ao vivo na Projekt Revolution 2002)                                                |                                                               | 3:31    |  |
| 12. | "My December" (ao vivo na Projekt Revolution 2002)                                             | Shinoda                                                       | 4:26    |  |
| 13. | "Mr. Hahn Solo" (ao vivo na Projekt Revolution 2002)                                           |                                                               | 1:02    |  |
| 14. | "By Myself" (ao vivo na Projekt Revolution 2002)                                               |                                                               | 3:27    |  |
| 15. | "My Own Summer (Shove It)" (Deftones cover) (ao vivo na Projekt Revolution 2002)               | Chino Moreno Stephen Carpenter Chi Cheng Abe Cunningham       | 3:47    |  |
| 16. | "One Step Closer" (ao vivo na Projekt Revolution 2002)                                         |                                                               | 4:28    |  |
| 17. | "The Sequel to the DVD with the Worst Name We've Ever Come Up With"                            |                                                               | 42:29   |  |
| Duração total: | Duração total:                                                                                 | Duração total:                                                | 1:40:09 |  |

| DVD 3 – The Fillmore 2001 / Rock am Ring 2001 (exclusivo para a edição super deluxe) |                                                      |                                            |         |  |
| N.º                                                                                  | Título                                               | Compositor(es)                             | Duração |  |
| 1.                                                                                   | "With You" (ao vivo na Fillmore 2001)                | Linkin Park Dust Brothers (Simpson & King) |         |  |
| 2.                                                                                   | "Runaway" (ao vivo na Fillmore 2001)                 | Linkin Park Wakefield                      |         |  |
| 3.                                                                                   | "Papercut" (ao vivo na Fillmore 2001)                |                                            |         |  |
| 4.                                                                                   | "By Myself" (ao vivo na Fillmore 2001)               |                                            |         |  |
| 5.                                                                                   | "Points of Authority" (ao vivo na Fillmore 2001)     |                                            |         |  |
| 6.                                                                                   | "High Voltage" (ao vivo na Fillmore 2001)            |                                            |         |  |
| 7.                                                                                   | "Crawling" (ao vivo na Fillmore 2001)                |                                            |         |  |
| 8.                                                                                   | "Pushing Me Away" (ao vivo na Fillmore 2001)         |                                            |         |  |
| 9.                                                                                   | "And One" (ao vivo na Fillmore 2001)                 |                                            |         |  |
| 10.                                                                                  | "In the End" (ao vivo na Fillmore 2001)              |                                            |         |  |
| 11.                                                                                  | "A Place for My Head" (ao vivo na Fillmore 2001)     | Linkin Park Wakefield Farrell              |         |  |
| 12.                                                                                  | "Forgotten" (ao vivo na Fillmore 2001)               | Linkin Park Wakefield Farrell              |         |  |
| 13.                                                                                  | "One Step Closer" (ao vivo na Fillmore 2001)         |                                            |         |  |
| 14.                                                                                  | "With You" (ao vivo no Rock am Ring 2001)            | Linkin Park Dust Brothers (Simpson & King) |         |  |
| 15.                                                                                  | "Runaway" (ao vivo no Rock am Ring 2001)             | Linkin Park Wakefield                      |         |  |
| 16.                                                                                  | "Papercut" (ao vivo no Rock am Ring 2001)            |                                            |         |  |
| 17.                                                                                  | "By Myself" (ao vivo no Rock am Ring 2001)           |                                            |         |  |
| 18.                                                                                  | "Points of Authority" (ao vivo no Rock am Ring 2001) |                                            |         |  |
| 19.                                                                                  | "High Voltage" (ao vivo no Rock am Ring 2001)        |                                            |         |  |
| 20.                                                                                  | "Crawling" (ao vivo no Rock am Ring 2001)            |                                            |         |  |
| 21.                                                                                  | "Pushing Me Away" (ao vivo no Rock am Ring 2001)     |                                            |         |  |
| 22.                                                                                  | "And One" (ao vivo no Rock am Ring 2001)             |                                            |         |  |
| 23.                                                                                  | "In the End" (ao vivo no Rock am Ring 2001)          |                                            |         |  |
| 24.                                                                                  | "A Place for My Head" (ao vivo no Rock am Ring 2001) | Linkin Park Wakefield Farrell              |         |  |
| 25.                                                                                  | "Forgotten" (ao vivo no Rock am Ring 2001)           | Linkin Park Wakefield Farrell              |         |  |
| 26.                                                                                  | "One Step Closer" (ao vivo no Rock am Ring 2001)     |                                            |         |  |

## Desempenho nas tabelas musicais
| Paradas (2000–2002)                  | Melhor Posição |
| ------------------------------------ | -------------- |
| Alemanha (Media Control Charts)      | 2              |
| Austrália (ARIA Charts)              | 2              |
| Áustria (Ö3 Austria Top 40)          | 2              |
| Bélgica (Ultratop 50 Flandres)       | 3              |
| Bélgica (Ultratop 40 Valônia)        | 13             |
| Canadá (Canadian Albums Chart)       | 5              |
| Dinamarca (Hitlisten)                | 4              |
| Escócia (Scottish Albums Chart)      | 4              |
| Espanha (PROMUSICAE)                 | 15             |
| Estados Unidos (Billboard 200)       | 2              |
| Finlândia (Mitä hittiä)              | 4              |
| França (SNEP)                        | 17             |
| Holanda (MegaCharts)                 | 13             |
| Hungria (MAHASZ)                     | 4              |
| Irlanda (IRMA)                       | 6              |
| Itália (FIMI)                        | 2              |
| Japão (Oricon)                       | 19             |
| Noruega (VG-lista)                   | 5              |
| Nova Zelândia (RMNZ)                 | 1              |
| Polônia (ZPAV)                       | 10             |
| Reino Unido (UK Albums Chart)        | 4              |
| Reino Unido (UK Rock & Metal Albums) | 1              |
| Suécia (Sverigetopplistan)           | 4              |
| Suíça (Schweizer Hitparade)          | 5              |
| Paradas (2017)                       | Melhor Posição |
| Austrália (ARIA Charts)              | 2              |
| Croácia (IFPI)                       | 39             |
| Escócia (Scottish Albums Chart)      | 5              |
| Estados Unidos (Alternative Albums)  | 3              |
| Estados Unidos (Billboard 200)       | 8              |
| Estados Unidos (Hard Rock Albums)    | 1              |
| Estados Unidos (Top Rock Albums)     | 2              |
| Finlândia (Suomen virallinen lista)  | 8              |
| Irlanda (Irish Albums Chart)         | 4              |
| Itália (FIMI)                        | 9              |
| Noruega (VG-lista)                   | 17             |
| Nova Zelândia (RMNZ)                 | 5              |
| Polônia (ZPAV)                       | 24             |
| Reino Unido (UK Albums Chart)        | 4              |
| Reino Unido (UK Rock & Metal Albums) | 1              |
| República Tcheca (ČNS IFPI)          | 13             |
| Suíça (Schweizer Hitparade)          | 8              |
| Paradas (2020)                       | Melhor Posição |
| Austrália (ARIA Charts)              | 1              |
| Bélgica (Ultratop 40 Valônia)        | 8              |
| Estados Unidos (Billboard 200)       | 12             |
| Hungria (MAHASZ)                     | 3              |
| Itália (FIMI)                        | 20             |
| Portugal (AFP)                       | 2              |
| Reino Unido (UK Albums Chart)        | 25             |
| Reino Unido (UK Rock & Metal Albums) | 2              |

| Tabela musical (1945-2015)     | Posição |
| ------------------------------ | ------- |
| Estados Unidos (Billboard 200) | 28      |

## Certificações
| Região         | Certificador      | Certificação           | Vendas      |
| -------------- | ----------------- | ---------------------- | ----------- |
| Alemanha       | BVMI              | 3× Platina             | 900 000     |
| Argentina      | CAPIF             | Platina                | 60 000      |
| Austrália      | ARIA              | 5× Platina             | 350 000     |
| Áustria        | IFPI              | Platina                | 50 000      |
| Bélgica        | BEA               | 2× Platina             | 100 000     |
| Brasil         | Pro-Música Brasil | Platina                | 250 000     |
| Canadá         | Music Canada      | 5× Platina             | 500 000     |
| Dinamarca      | IFPI              | 4× Platina             | 150 000     |
| Espanha        | PROMUSICAE        | Platina                | 100 000     |
| Estados Unidos | RIAA              | Diamante (12x Platina) | 12 000 000  |
| Europa         | IFPI              | 4× Platina             | 4 000 000   |
| Finlândia      | IFPI              | Platina                | 62 629      |
| França         | SNEP              | 3× Platina             | 200 000     |
| Holanda        | NVPI              | Platina                | 80 000      |
| Hungria        | MAHASZ            | Platina                |             |
| Itália         | FIMI              | 2× Platina             | 100 000     |
| Japão          | RIAJ              | Platina                | 200 000     |
| México         | AMPROFON          | Platina                | 150 000     |
| Nova Zelândia  | RMNZ              | 7× Platina             | 105 000     |
| Polônia        | ZPAV              | Platina                | 100 000     |
| Reino Unido    | BPI               | 6× Platina             | 1 800 000   |
| Suécia         | IFPI              | Platina                | 80 000      |
| Suíça          | IFPI              | Platina                | 50 000      |
| Mundialmente   |                   |                        |             |
| Região         | Região            | Região                 | Vendas      |
| Mundo          | Mundo             | Mundo                  | 30 000 000+ |